# Счастливцев Вадим Віталійович
Вадим Віталійович Счастливцев (нар. 18 квітня 1998, Путивль, Сумська область, Україна) — український футболіст, захисник.

## Життєпис
Вихованець донецького «Олімпіка», у складі якого з 2011 по 2014 рік виступав у ДЮФЛУ. У 2014 році підписав перший професіональний контракт з донецьким «Олімпіком», але через високу конкуренцію в першій команді шансу проявити себе не отримав. У 2015 році виступав в аматорському клубі «Зміна» (Біла Церква).
У липні 2017 року на правах оренди перейшов у харківський «Геліос». Дебютував у футболці «сонячних» 15 липня 2017 року в переможному (2:0) виїзному поєдинку 1-о туру Першої ліги проти «Балкан». Вадим вийшов на поле в стартовому складі та відіграв увесь матч. Єдиним голом у футболці харківського клубу відзначився 22 липня 2017 року на 79-й хвилині переможного (3:1) домашнього поєдинку 2-о туру Першої ліги проти краматорського «Авангарду». Счастливцев вийшов на поле в стартовому складі та відіграв увесь матч. У складі «Геліоса» зіграв 17 матчів та відзначився 1 голом. Наприкінці листопада 2017 року повернувся до «Олімпіка». Вперше потрапив до заявки на матч «Олімпіка» 15 квітня 2018 року, в якому вдома донецький клуб в рамках 27-о туру Прем'єр-ліги зіграв у нульову нічию з ФК «Олександрією». Вадим просидів увесь матч на лаві для запасних.
У вересні 2018 року став гравцем клубу «Авангард», підписавши контракт на один рік. За команду провів 8 ігор у першій лізі, а вже у листопаді гравець був довічно дискваліфікований через договірні матчі.
Надалі грав на аматорському рівні за клуби АФСК «Київ», «Ронін» (Лісне) та «Штурм» (Іванків).